# Роман Дрозд
Ро́ман Дрозд  (пол. Roman Drozd) (нар. 1963, Дебжно) — польський історик українського походження, від 2003 р. професор Поморської академії в Слупську (Слупськ), від 2008 р. — ректор. Віце-президент Об'єднання українців у Польщі в роках 2004—2009 та президент Українського історичного товариства в Польщі.

## Біографія
Закінчив IV середню школу в Легниці в 1982 році. Після закінчення школи, він був вчителем у середній школі в Члухові в 1991—1995 рр. У 1994 році Рада Гуманітарного факультету Щецинського університету присвоїла йому звання  доктора наук з історії, а в 2002 році Роман Дрозд отримав ступінь доктора габілітованого в спеціалізації сучасної історії.
Його основні інтереси включають в себе питання, пов'язані зі становищем української меншини в Польщі після Другої світової війни та історії  греко-католицької церкви в Польщі.

## Нагороди
- 2007 року Президент Польщі Лех Качинський за наукову та організаційну діяльність нагородив Романа Дрозда Срібним хрестом за заслуги.
- Орден «За заслуги» III ступеня (18 серпня 2009 року, Україна) — за вагомий особистий внесок у зміцнення міжнародного авторитету України, популяризацію її історичної спадщини і сучасних досягнень та з нагоди 18-ї річниці незалежності України[3].

## Публікації
- Roman Drozd: Droga na zachód. Osadnictwo ludności ukraińskiej na ziemiach zachodnich i północnych Polski w ramach akcji «Wisła». Warszawa: 1997.
- Roman Drozd: Ukraińska Powstańcza Armia — Dokumenty-struktury. Warszawa: 1998.
- Roman Drozd, Igor Hałagida: Ukraińcy w Polsce 1944—1989. Walka o tożsamość (Dokumenty i materiały). Warszawa: 1999.
- Roman Drozd, Roman Skeczkowski, Mykoła Zymomrya: Ukraina — Polska. Kultura, wartości, zmagania duchowe. Koszalin: 1999.
- Roman Drozd: Ukraińcy w najnowszych dziejach Polski (1918—1989). T. I. Słupsk-Warszawa: 2000.
- Roman Drozd: Polityka władz wobec ludności ukraińskiej w Polsce w latach 1944—1989. T. I. Warszawa: 2001.
- Roman Drozd: Ukraińcy w najnowszych dziejach Polski (1918—1989). T. II: "Akcja «Wisła». Warszawa: 2005.
- Roman Drozd: Ukraińcy w najnowszych dziejach Polski (1918—1989). T. III: «Akcja „Wisła“. Słupsk: 2007.
- Roman Drozd, Bohdan Halczak: Dzieje Ukraińców w Polsce w latach 1921—1989». Warszawa: 2010.
- Roman Drozd: Związek Ukraińców w Polsce w dokumentach z lat 1990—2005". Warszawa: 2010.
- Дрозд Р., Гальчак Б. Історія українців у Польщі в 1921—1989 роках / Роман Дрозд, Богдан Гальчак, Ірина Мусієнко; пер. з пол. І. Мусієнко. 3-тє вид., випр., допов. — Харків: Золоті сторінки, 2013. — 272 с.